# Кумачево (Гурьевский городской округ)
Кумачево — посёлок в Гурьевском городском округе Калининградской области. Входил в состав Кутузовского сельского поселения.

## История
Населенный пункт Тропитен был основан в 1336 году.
В 1946 году Тропиттен был переименован в поселок Кумачево

## Население
| 2002 | 2010 |
| ---- | ---- |
| 70   | ↗81  |

В 1910 году численность населения Тропиттена составляла 84 человек.